# ユルゲン・クルト
ユルゲン・クルト（Jörgen Kruth、1974年5月8日 - ）は、スウェーデン王国ストックホルム県ストックホルム出身。の男性ムエタイ選手、キックボクサー、総合格闘家。ヴァレンテュナボクシングキャンプ所属。元WMC世界スーパーヘビー級王者。元WKAムエタイ世界クルーザー級王者。

## 来歴
10歳の時に柔道と柔術を習い始め、12歳の時にテコンドーを始めた。その後、13歳の時にムエタイを始め、1988年に14歳にしてムエタイ一本に絞る。同年にはムエタイの初試合を行う。1993年にはアマチュアボクシングで3試合経験し、サバットも2試合行った。
2000年10月9日、K-1 WORLD GP 2000 in FUKUOKAで初来日。GP予選トーナメント1回戦でマイク・ベルナルドに1RKO負け。
2001年3月17日、実力者ステファン・レコをKOで下し、その他世界地区予選でも頭角を現し始める。
しかし同年8月11日、K-1 WORLD GP 2001 in LAS VEGASGP予選トーナメント1回戦でモーリス・スミスと対戦するも、スミスのテクニックに翻弄されほとんど攻撃を当てられず3-0で判定負け。
2003年4月6日、K-1 WORLD GP 2003 世界地区予選 オランダ大会に参戦。1回戦でブレクト・ウォリスに判定負けするものの、ウォリスの負傷により準決勝に進出、アンドレイ・ズラウコフ、サミール・ベナゾーズと判定で下し、優勝を果たした。
2008年、5月にK-1のモバイルサイトのコーナーで谷川貞治イベントプロデューサーから既に引退しているとされたが、本人は格闘技系サイトのインタビューで引退には言及せず試合に向けてトレーニングを続けていると答えている。
2009年4月18日、総合格闘技に初参戦し、開始35秒でTKO勝ちを収めた。
2012年9月、UFCと契約したものの負傷などで一戦もしないまま引退を表明。クルトは「引退は以前から考えていた。モチベーションも集中力もなくなり、身体も反応しなくなった。思い通りにやれなくなった」とコメント。

## 戦績

### キックボクシング
| キックボクシング 戦績 | キックボクシング 戦績 | キックボクシング 戦績 | キックボクシング 戦績 | キックボクシング 戦績 | キックボクシング 戦績 | キックボクシング 戦績 |
| --------------------- | --------------------- | --------------------- | --------------------- | --------------------- | --------------------- | --------------------- |
| 82 試合               | (T)KO                 | 判定                  | その他                | 引き分け              | 無効試合              |                       |
| 67 勝                 | 30                    |                       |                       | 2                     | 0                     |                       |
| 13 敗                 |                       |                       |                       | 2                     | 0                     |                       |

| 勝敗 | 対戦相手                                     | 試合結果                     | 大会名                                                                 | 開催年月日     |
| ○    | フレディ・ケマイヨ                           | 3R終了 判定                  | K-1 Scandinavia Rumble of the Kings 2007 【スーパーファイト】          | 2007年5月19日  |
| ×    | ジャバット・ポトラック                       | 3R終了 判定0-3               | K-1 Czech 2006 Heaven or Hell                                          | 2006年12月16日 |
| ○    | アゼム・マクスタイ                           | 1R 1:40 KO                   | K-1 Scandinavia Rumble of the Kings 2006 【スーパーファイト】          | 2006年11月24日 |
| ○    | フランソワ・"ザ・ホワイトバッファロー"・ボタ | 3R終了 判定3-0               | K-1 SCANDINAVIA Grand Prix 2006 in Stockholm                           | 2006年5月20日  |
| ×    | ジャバット・ポトラック                       | 3R終了 判定0-3               | Heaven or Hell 5                                                       | 2005年12月18日 |
| ○    | セルゲイ・グール                             | 5R終了 判定3-0               | WMC世界スーパーヘビー級王座防衛                                        | 2005年2月19日  |
| ×    | ブレクト・ウォリス                           | 3R終了 判定0-3               | K-1 WORLD GP 2004 in LAS VEGAS 【世界最終予選 準決勝】                 | 2004年8月7日   |
| ○    | ロニー・セフォー                             | 3R終了 判定3-0               | K-1 WORLD GP 2004 in LAS VEGAS 【世界最終予選 1回戦】                  | 2004年8月7日   |
| ○    | ヴィタリ・オフラメンコ                       | 判定3-0                      | K-1 イタリア 【決勝】                                                  | 2004年4月24日  |
| ○    | ヨシップ・ボドロチック                       | 3R 2:59 KO                   | K-1 イタリア 【準決勝】                                                | 2004年4月24日  |
| ○    | イヴィカ・ペルコビッチ                       | 3R TKO                       | K-1 イタリア 【1回戦】                                                 | 2004年4月24日  |
| ○    | ヴィタリ・オフラメンコ                       | 判定3-0                      | K-1 スカンジナビア 【スーパーファイト】                                | 2004年2月14日  |
| ×    | ジャビット・バイラミ                         | 延長R終了 判定1-2            | K-1 WORLD GP 2003 in Basel 【ヨーロッパ・アフリカ地域予選 1回戦】      | 2003年5月30日  |
| ○    | サミール・ベナゾーズ                         | 3R終了 判定3-0               | K-1 WORLD GP 2003 世界地区予選 オランダ大会 【決勝】                   | 2003年4月6日   |
| ○    | アンドレイ・ズラウコフ                       | 3R終了 判定2-0               | K-1 WORLD GP 2003 世界地区予選 オランダ大会 【準決勝】                 | 2003年4月6日   |
| ×    | ブレクト・ウォリス                           | 延長R終了 判定0-2            | K-1 WORLD GP 2003 世界地区予選 オランダ大会 【1回戦】                  | 2003年4月6日   |
| ○    | ヴィタリ・オフラメンコ                       | 判定                         | K-1 WORLD GP 2003 世界地区予選 スカンジナビア大会 【スーパーファイト】 | 2003年3月15日  |
| ○    | 野地竜太                                     | 5R終了 判定3-0               | 一撃 2.22 ICHIGEKI                                                     | 2003年2月22日  |
| ×    | ヤン・"ザ・ジャイアント"・ノルキヤ           | 2R 1:38 KO（左ストレート）   | K-1 WORLD GP 2002 in NAGOYA                                            | 2002年3月3日   |
| ×    | モーリス・スミス                             | 3R終了 判定0-3               | K-1 WORLD GP 2001 in LAS VEGAS 【GP予選トーナメント 1回戦】            | 2001年8月11日  |
| ×    | グレゴリー・トニー                           | 3R 2:38 反則失格（金的攻撃） | K-1 WORLD GP 2001 世界地区予選 スカンジナビア大会 【スーパーファイト】 | 2001年6月9日   |
| ○    | ステファン"ブリッツ"レコ                     | 2R 2:19 KO（右フック）       | K-1 GLADIATORS 2001                                                    | 2001年3月17日  |
| ×    | ジェレル・ヴェネチアン                       | 1R TKO                       | K-1 WORLD GP 2001 オランダ地区予選 【決勝】                            | 2001年2月4日   |
| ○    | マーク・デ・ウィット                         | 判定                         | K-1 WORLD GP 2001 オランダ地区予選 【準決勝】                          | 2001年2月4日   |
| ○    | ピーター・ヴァルガ                           | 2R KO                        | K-1 WORLD GP 2001 オランダ地区予選 【1回戦】                           | 2001年2月4日   |
| ×    | マイク・ベルナルド                           | 1R 2:24 KO（右フック）       | K-1 WORLD GP 2000 in FUKUOKA 【GP予選トーナメント 1回戦】              | 2000年10月9日  |
| ○    | ジャビット・バイラミ                         | 3R TKO                       | K-1 WORLD GP 2000 ヨーロッパ＆ロシア地区C予選 【決勝】                 | 2000年9月1日   |
| ○    | ドラゼン・オルドゥリ                         | 1R TKO                       | K-1 WORLD GP 2000 ヨーロッパ＆ロシア地区C予選 【準決勝】               | 2000年9月1日   |
| ○    | トニー・カトニー                             | 1R TKO                       | K-1 WORLD GP 2000 ヨーロッパ＆ロシア地区C予選 【1回戦】                | 2000年9月1日   |

### 総合格闘技
| 総合格闘技 戦績 | 総合格闘技 戦績 | 総合格闘技 戦績 | 総合格闘技 戦績 | 総合格闘技 戦績 | 総合格闘技 戦績 | 総合格闘技 戦績 |
| --------------- | --------------- | --------------- | --------------- | --------------- | --------------- | --------------- |
| 5 試合          | (T)KO           | 一本            | 判定            | その他          | 引き分け        | 無効試合        |
| 5 勝            | 3               | 2               | 0               | 0               | 0               | 0               |
| 0 敗            | 0               | 0               | 0               | 0               | 0               | 0               |

| 勝敗 | 対戦相手                 | 試合結果                       | 大会名                                 | 開催年月日     |
| ○    | 川口雄介                 | 1R 3:18 TKO（パウンド）        | Rumble of the Kings 6                  | 2011年11月26日 |
| ○    | タダス・サポッカス       | 1R 0:38 ギブアップ（パウンド） | International Fighting Arena 2         | 2011年10月23日 |
| ○    | ジェイミー・フレッチャー | 1R 4:25 TKO（パウンド）        | K-1 Scandinavia: Rumble of the Kings 4 | 2009年11月20日 |
| ○    | タダス・レビッカス       | 1R 0:53 三角絞め               | K-1 Scandinavia: Rumble of the Kings 3 | 2009年5月22日  |
| ○    | アルトゥラス・リウチカ   | 1R 0:35 TKO（パンチ連打）      | WFC 8: D-Day                           | 2009年4月18日  |

### プロボクシング
1戦 1勝

## 獲得タイトル
- アマチュア
  - 北欧ムエタイ王座（1994年）
  - IAMTF世界ムエタイ選手権大会81kg級 準優勝（1995年）
  - IAMTF世界ムエタイ選手権大会81kg級 優勝（1996年）
  - IAMTF世界ムエタイ選手権大会81kg級 優勝（1997年）
  - WKAキックボクシング世界アマチュア王座（1997年）
- プロフェッショナル
  - WKAムエタイ世界クルーザー級王座（1998年）
  - WMC世界スーパーヘビー級王座（2004年）
  - K-1 WORLD GP 2000 クロアチア地区予選 優勝
  - K-1 WORLD GP 2001 オランダ地区予選 準優勝
  - K-1 WORLD GP 2003 オランダ地区予選 優勝
  - K-1 WORLD GP 2004 イタリア地区予選 優勝